# Тяжёлая атлетика в СССР

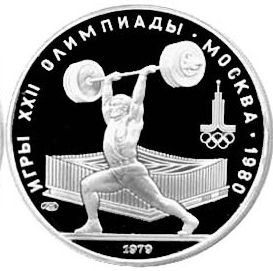
Тяжёлая атлетика и спорткомплекс «Измайлово» на серебряной монете СССР номиналом 5 рублей, выпущенной к Олимпиаде-80

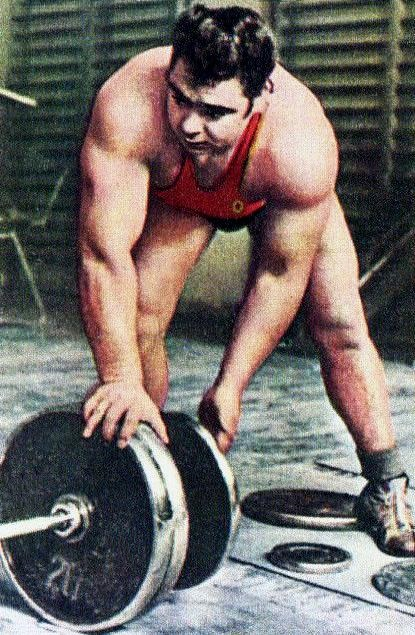
Один из самых титулованных советских тяжелоатлетов Василий Алексеев.

Тяжёлая атлетика в Советском Союзе интенсивно развивалась с момента возникновения страны. Всего через месяц после Октябрьской революции на соревнованиях в Москве легковес Александр Бухаров установил первые рекорды страны (81,9 кг в жиме и 75,3 кг в рывке двумя руками), которые оказались выше мировых рекордов. В марте 1918 года в Москве прошёл первый чемпионат страны.
В марте 1918 года прошёл первый после установления Советской власти чемпионат страны. Однако вскоре тяжёлая атлетика, наряду с боксом, борьбой, гимнастикой и рядом других видов спорта попал в число «опальных». Новая власть пропагандировала перетягивание каната, метание камней, военизированные игры и игры с мячом. Такая политика продолжалась до 1930-х годов, когда стали налаживаться отношения с зарубежными рабочими спортивными организациями.
Первый чемпионат СССР прошёл в марте 1923 года. Спортсмены состязались в пяти дисциплинах (жим, рывок одной рукой, рывок двумя руками, толчок одной рукой и толчок двумя руками). Участники были разбиты на пять весовых категорий. В 1936 году число дисциплин было сокращено до трёх (жим, рывок двумя руками и толчок двумя руками), а весовые категории были приведены к международным стандартам. Гриф штанги с замками стал весить 25 кг, а на штанге можно было установить только вес, кратный 2,5 кг. В 1936 году советские штангисты превысили 13 мировых рекордов, а за период с 1934 по 1941 года они показали результаты, превышающие мировые рекорды, 185 раз.
В годы Великой Отечественной войны развитие тяжёлой замедлилось, но не остановилось. После перерыва в 1941—1942 годах, прошли чемпионаты СССР 1943, 1944 и 1945 годов. Многие тяжелоатлеты достойно проявили себя на фронтах войны. Чемпион и рекордсмен СССР (а после войны и чемпион Европы) Израиль Механик командовал ротой разведчиков, действовавших в немецком тылу. Чемпион и рекордсмен СССР и Европы, рекордсмен мира Юрий Дуганов участвовал в обороне Ленинграда. Первый советский мировой рекордсмен, автор 45 рекордов СССР Николай Шатов воевал в ОМСБОН в составе диверсионной группы. За подвиги, совершённые во время войны, отмечены орденами и медалями десятки советских штангистов.
В 1946 году федерация тяжёлой атлетики СССР была признана международной любительской федерацией тяжёлой атлетики. В том же году советские тяжелоатлеты впервые приняли участие в проходившем в Париже чемпионате мира. Спортсмены СССР заняли второе командное место после команды США, завоевав одно золото, два серебра и две бронзы, а Григорий Новак стал первым советским чемпионом мира.
С 1950-х годов и до распада СССР советские тяжелоатлеты занимали ведущие позиции в мировой табели о рангах. За период 1946—1982 годов команда СССР приняла участие в 30 чемпионатах Европы и 28 раз становилась сильнейшей в командном зачёте. В те же годы она приняла участие в 28 чемпионатах мира и 23 раза одерживала командную победу. Эти победы принесли команде 308 золотых, 130 серебряных и 47 бронзовых медалей. За этот период представители СССР установили 931 официально зарегистрированный рекорд.